# 大分県立大分中央高等学校
大分県立大分中央高等学校（おおいたけんりつおおいたちゅうおうこうとうがっこう）は、かつて大分県大分市にあった夜間定時制課程の県立高等学校である。普通科、商業科、衛生看護科の3学科を有していた。

## 概要
1962年（昭和37年）に、大分県立大分上野丘高等学校定時制（普通科）と大分県立大分商業高等学校定時制（商業科）を統合し、夜間定時制独立校として発足した。その後、1970年（昭和45年）に衛生看護科を設置し3学科となった。敷地及び校舎の一部を大分商業高校と共有していた。本校の閉校後、校舎は耐震補強された上で、大分商業高校の校舎として利用される。

## 高校再編
大分県教育委員会による前期高校再編整備計画に基づいて、2010年度（平成22年度）に、本校、大分県立別府鶴見丘高等学校定時制、通信制の大分県立碩信高等学校の3校を統合して、3部制（定時制）課程と通信制課程を併置した単位制高校である大分県立爽風館高等学校が大分市上野丘に開校した。これに伴い、本校は2010年度（平成22年度）から募集を停止し、2012年度（平成24年度）末の2013年3月31日に閉校した。